# Рылко, Веслава
Веслава Рылко (пол. Wiesława Ryłko; род. 7 июня 1957, Вроцлав) — польская хоккеистка на траве, полузащитник. Участница летних Олимпийских игр 1980 года.

## Биография
Веслава Рылко родилась 7 июня 1957 года в польском городе Вроцлав.
В 1977 году окончила среднюю школу во Вроцлаве. Училась в местной академии физического воспитания, но не окончила её.
С 1970 года играла в хоккей на траве вроцлавскую «Полонию». В её составе в 1972—1974 годах становилась чемпионкой Польши по индорхоккею среди юниорок, в 1972—1975 годах — среди женщин. Впоследствии играла за вроцлавский «Поляр», с которыми в 1979—1982 годах выигрывала чемпионат страны по хоккею на траве и индорхоккею.
Отличалась высокой техничностью игры.
В 1980 году вошла в состав женской сборной Польши по хоккею на траве на летних Олимпийских играх в Москве, занявшей 6-е место. Играла на позиции полузащитника, провела 5 матчей, мячей не забивала. Была капитаном команды в первом матче против сборной Зимбабве (0:4).
В 1977—1981 годах провела за женскую сборную Польши 22 матча, забила 4 мяча.
Мастер спорта Польши (1980).
Работала секретарём Вроцлавского университета.

## Семья
Отец — Казимеж Рылко, мать — Янина Рылко (до замужества — Конечко).